# San Miguel la Sardina
San Miguel la Sardina es una localidad del estado mexicano de Chiapas. Es parte del municipio de Francisco León.

## Toponimia
El nombre «San Miguel» hace referencia al santo patrono de la localidad: Miguel Arcángel.

## Demografía
| Gráfica de evolución demográfica |
|                                  |

| Censo | Población |
| ----- | --------- |
| 1960  | 460       |
| 1970  | 830       |
| 1980  | 465       |
| 1990  | 783       |
| 2000  | 950       |
| 2010  | 1 106     |
| 2020  | 1 034     |